# Торопово (станция)
Торопово — железнодорожная станция Северо-западного направления Северной железной дороги на ветке Ярославль — Рыбинск, расположенная в Рыбинском районе Ярославской области.
Является остановочным пунктом пригородных поездов северо-западного направления (на Рыбинск). Есть касса для продажи билетов на пригородные поезда.